# Maracajás
Os maracajás foram um povo indígena da costa brasileira, cuja existência foi atestada em alguns registros históricos, entre eles o relato de Hans Staden sobre sua viagem ao Brasil e o Viagem à Terra do Brasil, de Jean de Léry. Em ambos relatos, os maracajás são apresentados como inimigos dos tupinambás. A língua dos maracajás era o tupi antigo, a mesma de seus rivais.